# میرزا علی نگارگر
میرزا علی، یا میرزا محمد علی، هنرمند نگارگر ایرانی عصر صفوی، میانهٔ ۱۵۱۰ تا ۱۵۷۶ میلادی بود.

## زندگی
قاضی احمد منشی قمی مورخ عصر صفوی و نگارندهٔ گلستان هنر، در خصوص او می‌نویسد: مولانا میرزا علی، فرزند سلطان محمد نگارگر، در هنر منظره‌سازی بی‌همتاست، همچنین می‌گوید که میرزای جوان، تحت نظارت پدرش سلطان محمد، در کتابخانهٔ شاه تهماسب به نگارگری مشغول بوده‌است. تاریخ‌نگار عثمانی، مصطفی علی (۱۵۸۷ میلادی)، از میرزاعلی نگارگر به عنوان هنرمندی برجسته و شهیر یاد می‌کند. دوران فعالیت میرزا علی، همزمان با سلطنت شاه تهماسب اول است. ابتدا در ۱۵۳۰ میلادی در کتابخانهٔ شاه تهماسب در تبریز مشغول گردیده، و تحت تعلیم بهترین هنرمندان عصر، از جمله پدرش سلطان محمد، از وی هنرمندی برجسته و استادی برای آینده ساخته شد. در ۱۵۵۰ میلادی، همزمان با زهدگرایی شاه تهماسب و بی‌علاقه شدن‌اش به نقاشی و هنر، میزا علی به دربار برادرزادهٔ شاه، یعنی سلطان ابراهیم میرزا پیوست. اما چندی بعد و به سال ۱۵۵۸ زمانی که پایتخت به قزوین انتقال یافت، میرزا علی یکی از هنرمندان پیشرو کتابخانهٔ قزوین شد. نخستین آثار به جا مانده از وی، دو اثر در پنج گنج نظامی است که به دستور شاه تهماسب کتاب آرایی شده و هم‌اینک در کتابخانهٔ بریتانیا محفوظ است. میرزا به رغم جوانی، در کنار بزرگانی چون آقا میرک، میرسیدعلی و پدرش سلطان محمد، نگارگر این اثر بود. این خمسه مشتمل بر ۱۴ نگاره است که در قرن هفدهم محمد زمان نیز آثاری بدان افزوده‌است.

## آثار

شیرین تصویر خسرو را به شاپور نشان می‌دهد، تا دریابد که صاحب پرتره کیست. نگاره‌ای از میرزا علی، پنج گنج نظامی، ۱۵۳۹ تا ۱۵۴۳ میلادی، لندن، کتابخانهٔ بریتانیا.

یکی از نگاره‌های منسوب به میرزا علی در پنج گنج یادشده، مجلس نمودن شاپور صورت خسرو است، که بخشی است از منظومهٔ خسرو و شیرین، و راوی صحنه‌ایست که در آن، شیرین پرتره یا نقشی از صورت خسرو را که فرستادهٔ خسرو (شاپور) تصویر کرده به خود او نشان می‌دهد، تا دریابد که صاحب تصویر کیست. حال آنکه شاپور، خود آن نگاره را بارها سر راه شیرین نهاده بود تا شیرین را شیفتهٔ خسرو کند.
شعر نگاره، بخشی از ابتدای این داستان را روایت می‌کند، که شیرین بار نخست، تصویر خسرو را دیده‌است:
بیاوردند صورت پیش دلبند، در آن صورت فرو شد ساعتی چند
نه دل می‌داد از او دل برگرفتن، نه می‌شایست‌اش اندر بر گرفتن
نگاره اما راوی بخش نمایش تصویر خسرو است به فرستاده‌اش شاپور:
چو شیرین یافت آن گستاخ‌رویی، بدو گفتا در این صورت چه گویی؟
به پاسخ گفت رنگ‌آمیز، شاپور، که باد از روی خوبت چشم بد دور
حکایت‌های این صورت دراز است، وزین صورت مرا در پرده راز است
...
من آن صورتگرم کز نقش پرگار، ز خسرو کردم این صورت نمودار
بر اساس ویژگی‌های این اثر، دیکسون و ولش بر این باورند که میرزا علی در کتاب‌آرایی شاهنامه تهماسبی، میانهٔ ۱۵۳۰ تا ۱۵۴۰ میلادی، سهیم بوده، و حداقل در ترسیم شش نگاره از این شاهنامه نقش داشته‌است. خلق یک مجلس شکار دوبرگی از سلسله الذهب جامی که هم اینک در موزهٔ سن پطرزبورگ نگهداری می‌شود نیز به میرزا منسوب است. نگارهٔ زیبای دیگری از او در موزهٔ متروپولیتن نیویورک وجود دارد، که تصویرگر صحنهٔ شکار است؛ و در نهایت، شاهکار کم‌نظیر نگارگری ایرانی، هفت اورنگ ابراهیم میرزا (۱۵۵۶ تا ۱۵۶۵ میلادی) که اینک در نگارخانه فریر واشینگتن نگهداری می‌شود، حاوی نگاره‌هایی منسوب به میرزا علی است. از جمله مجلس فروش خر.

## نگارخانه

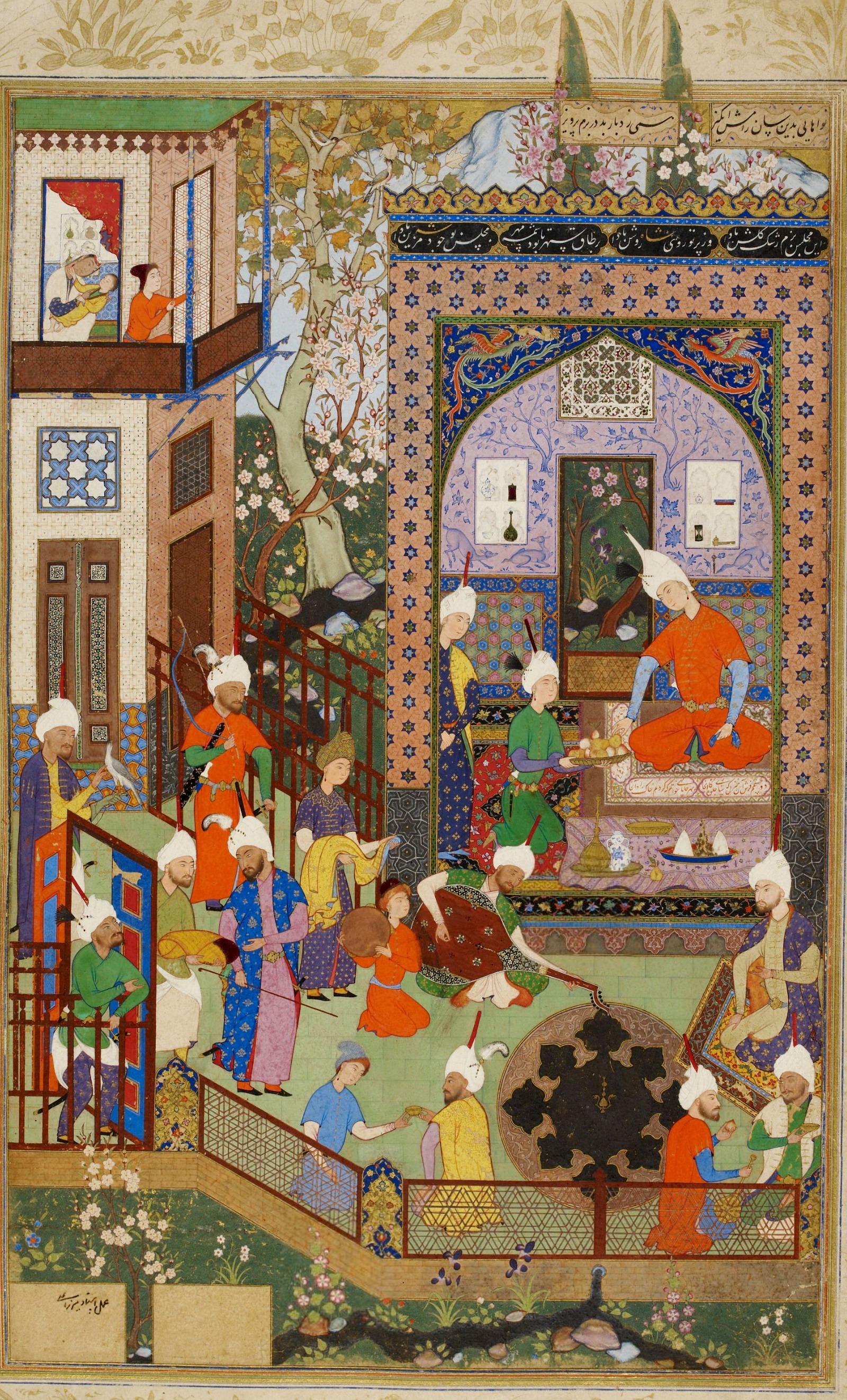
نواهایی بدین سان رامش‌انگیز، همی زد باربد در بزم پرویز/ خسرو به بربت باربد گوش می‌دهد، نگاره‌ای از میرزا علی. پنج گنج نظامی. ۱۵۳۹تا۴۳م، کتابخانهٔ بریتانیا.
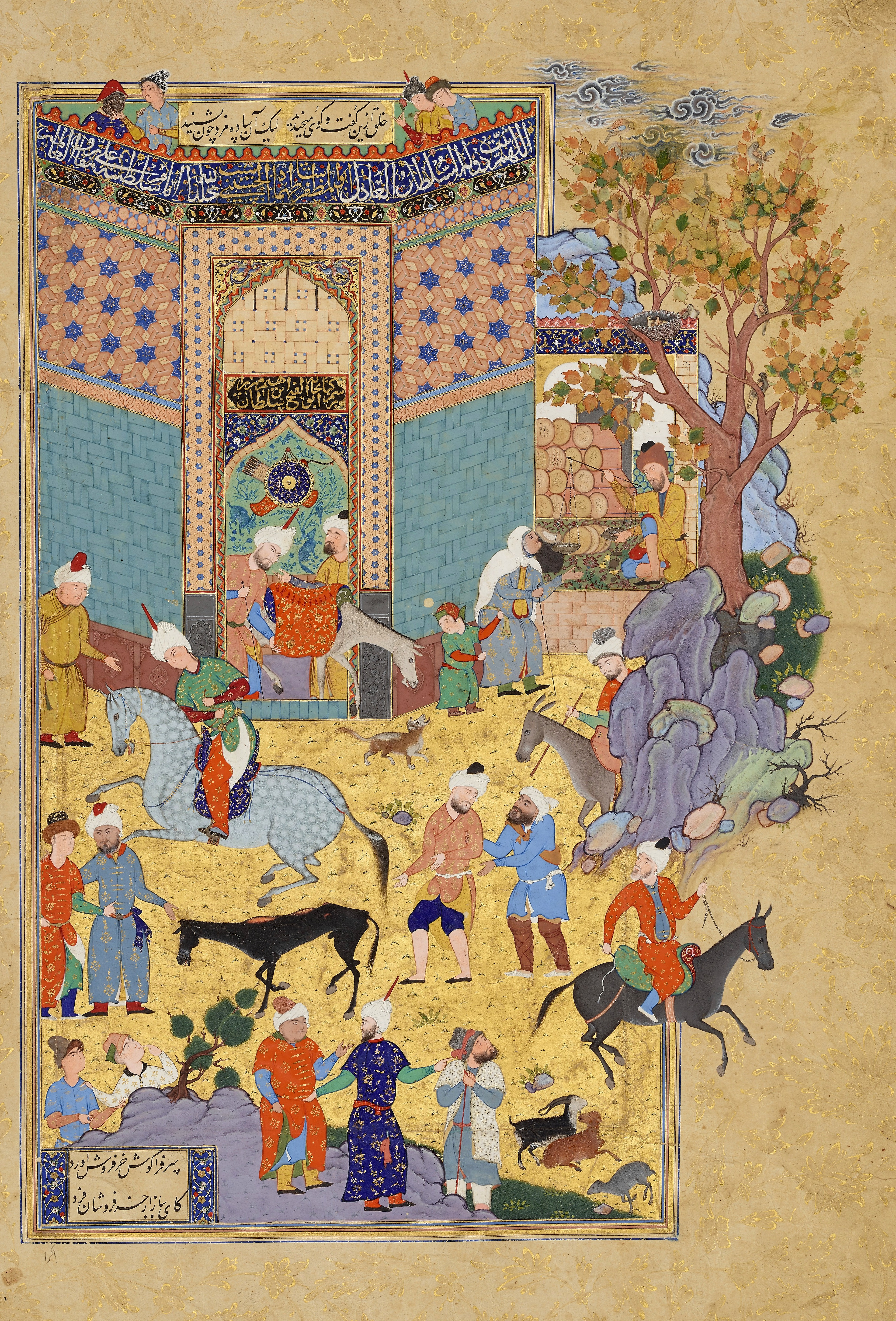
میرزا علی. فروش خر. برگی از هفت اورنگ ابراهیم میرزا. ۱۵۵۶تا۱۵۶۵ میلادی، نگارخانهٔ فریر، واشنگتن.
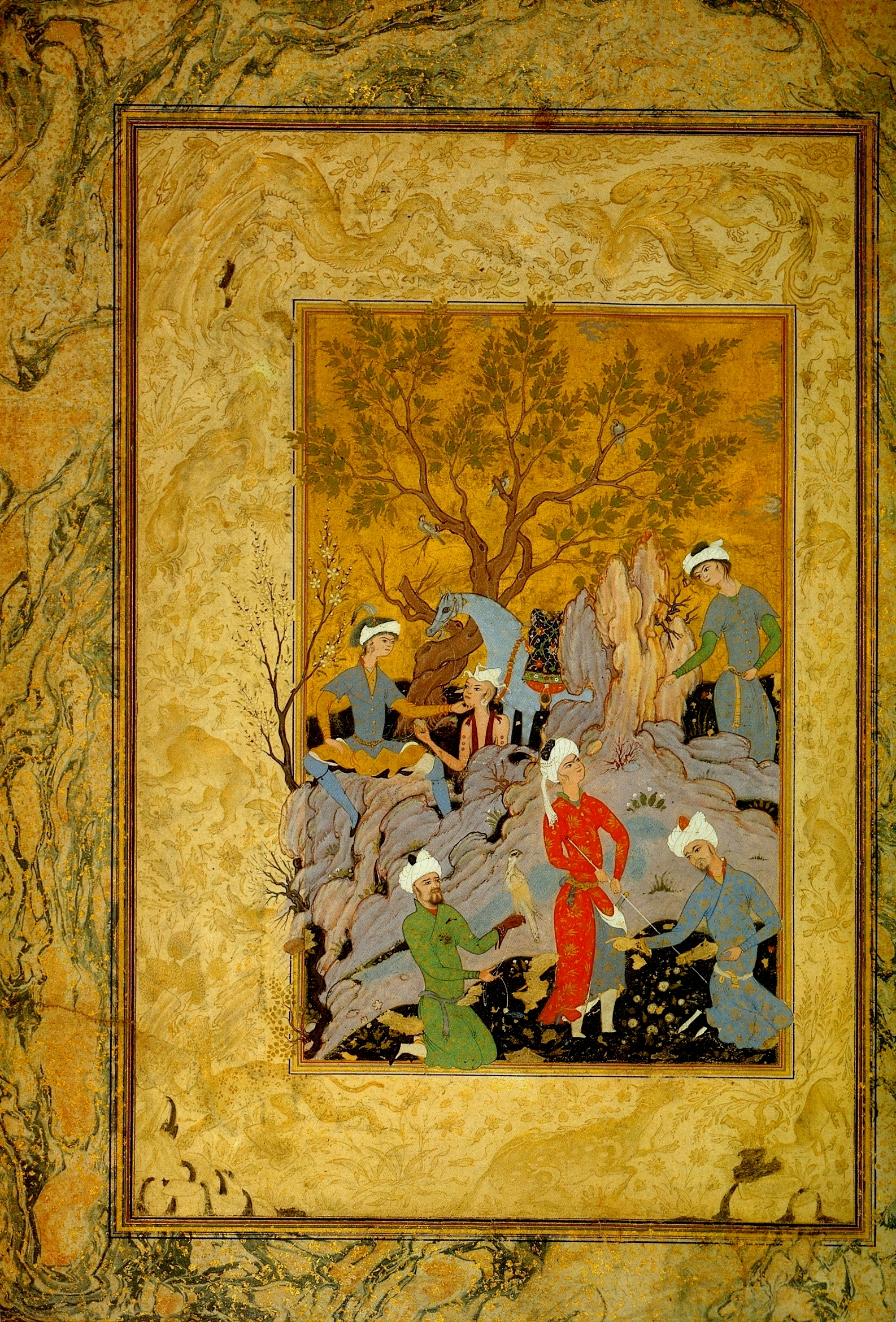
میرزا علی، شکارگاه،۱۵۷۰-۱۵۸۰ میلادی، موزه هنر متروپولیتن، نیویورک.
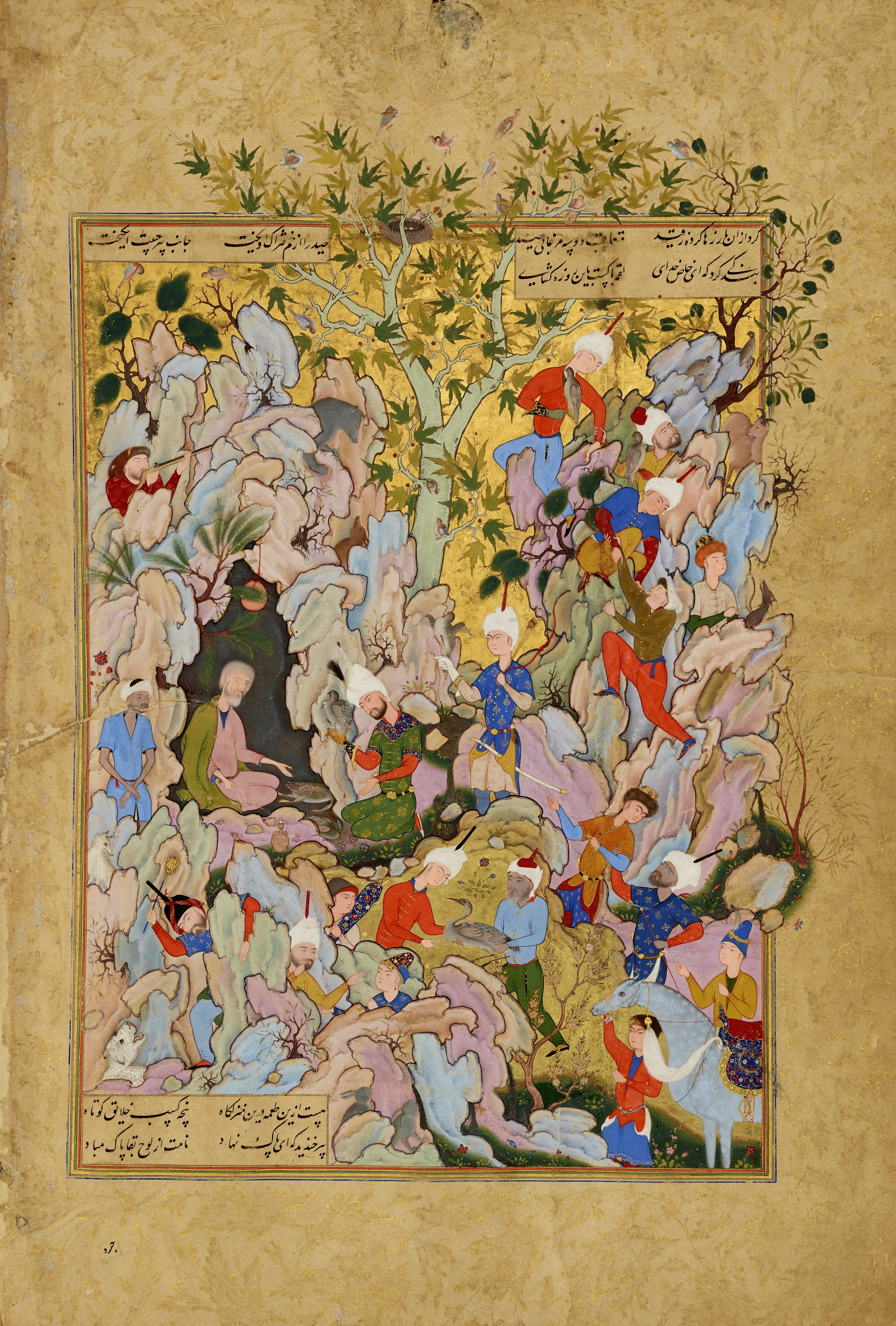
پیر فرزانه و امتناع از پذیرفتن مرغابی اهدایی مُرید، منسوب به میرزا علی نگارگر، برگی از هفت اورنگ ابراهیم میرزا.